# Pierre Brunet
Pierre Brunet (n. 28 iunie 1902, Le Quesne, Picardie⁠(d), Franța – d. 27 iulie 1991, Boyne City⁠(d), Michigan, SUA) a fost un patinator artistic ce a reprezentat Franța, medaliat olimpic. A participat la 3 ediții ale Jocurilor Olimpice (1924, 1928, 1932) în care a câștigat două medalii de aur și o medalie de bronz.